# Hamgyong

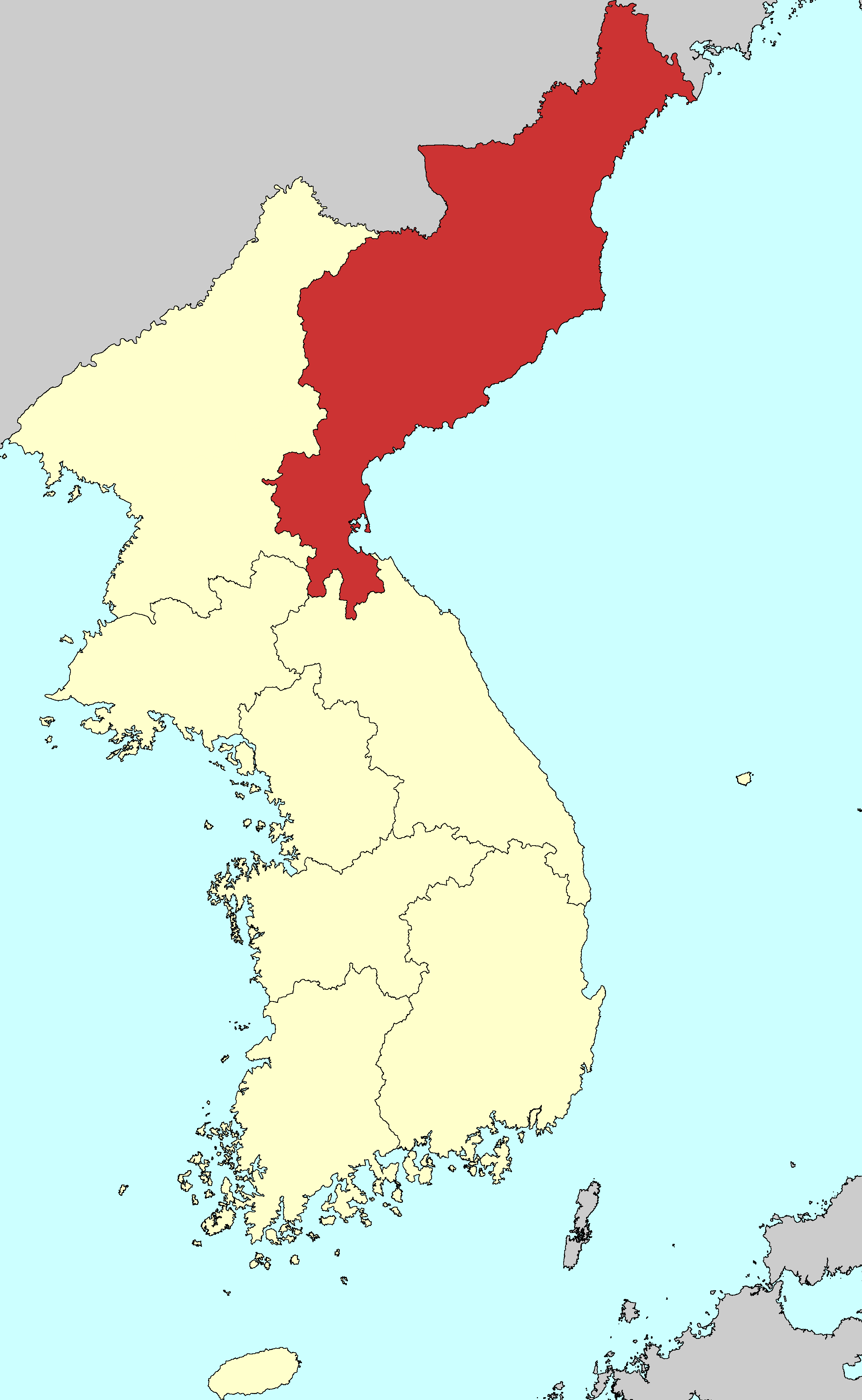
Ubicació de les vuit antigues províncies de Corea: Pyongan, Hamgyong, Hwanghae, Gangwon, Gyeonggi, Chungcheong, Gyeongsang i Jeolla.

Hamgyŏng (Hamgyŏng-do; "hamɡjʌŋ do" va ser una de les Vuit Províncies de Corea durant la dinastia Joseon. Hamgyŏng estava situada al nord-est de Corea. La capital provincial era Hamhŭng.